# Супай (Аризона)
Супай (англ. Supai) — переписна місцевість (CDP) в США, в окрузі Коконіно штату Аризона. Населення — 208 осіб (2010).

## Географія
Супай розташований за координатами 36°13′48″ пн. ш. 112°41′33″ зх. д. / 36.23000° пн. ш. 112.69250° зх. д. (36.229964, -112.692609).  За даними Бюро перепису населення США в 2010 році переписна місцевість мала площу 4,48 км², уся площа — суходіл.

### Клімат
| Клімат : Супай          | Клімат : Супай | Клімат : Супай | Клімат : Супай | Клімат : Супай | Клімат : Супай | Клімат : Супай | Клімат : Супай | Клімат : Супай | Клімат : Супай | Клімат : Супай | Клімат : Супай | Клімат : Супай | Клімат : Супай |
| Показник                | Січ.           | Лют.           | Бер.           | Квіт.          | Трав.          | Черв.          | Лип.           | Серп.          | Вер.           | Жовт.          | Лист.          | Груд.          | Рік            |
| Абсолютний максимум, °C | 26,1           | 30,6           | 35,0           | 36,7           | 40,0           | 44,4           | 46,7           | 43,9           | 43,9           | 38,9           | 30,0           | 29,4           | 46,7           |
| Середній максимум, °C   | 11,6           | 15,4           | 19,8           | 24,5           | 29,5           | 35,4           | 37,2           | 35,3           | 32,3           | 25,0           | 17,1           | 11,6           | 24,5           |
| Середній мінімум, °C    | −1,4           | 1,4            | 4,0            | 7,5            | 11,8           | 16,5           | 19,5           | 18,6           | 14,7           | 8,8            | 3,0            | −1,1           | 8,6            |
| Абсолютний мінімум, °C  | −18,3          | −15            | −10,6          | −5             | −1,7           | 2,2            | 7,8            | 5,6            | 1,1            | −7,2           | −17,8          | −20            | −20            |
| Норма опадів, мм        | 15             | 16             | 22             | 10             | 10             | 7              | 31             | 36             | 17             | 15             | 18             | 19             | 217            |
| Днів з опадами          | 4              | 4              | 5              | 3              | 2              | 1              | 5              | 6              | 3              | 3              | 3              | 4              | 44             |
| ----------------------- | -------------- | -------------- | -------------- | -------------- | -------------- | -------------- | -------------- | -------------- | -------------- | -------------- | -------------- | -------------- | -------------- |
| Джерело: WRCC           |                |                |                |                |                |                |                |                |                |                |                |                |                |

## Демографія
Згідно з переписом 2010 року, у переписній місцевості мешкало 208 осіб у 43 домогосподарствах у складі 35 родин. Густота населення становила 46 осіб/км².  Було 49 помешкань (11/км²).
Расовий склад населення:
| - 96,6 % — корінних американців - 0,5 % — білих |

До двох чи більше рас належало 2,4 %. Частка іспаномовних становила 4,3 % від усіх жителів.
За віковим діапазоном населення розподілялося таким чином: 34,6 % — особи молодші 18 років, 60,6 % — особи у віці 18—64 років, 4,8 % — особи у віці 65 років та старші. Медіана віку мешканця становила 25,2 року. На 100 осіб жіночої статі у переписній місцевості припадало 94,4 чоловіків;  на 100 жінок у віці від 18 років та старших — 103,0 чоловіків також старших 18 років.
Цивільне працевлаштоване населення становило 6 осіб. Основні галузі зайнятості: публічна адміністрація — 100,0 %.

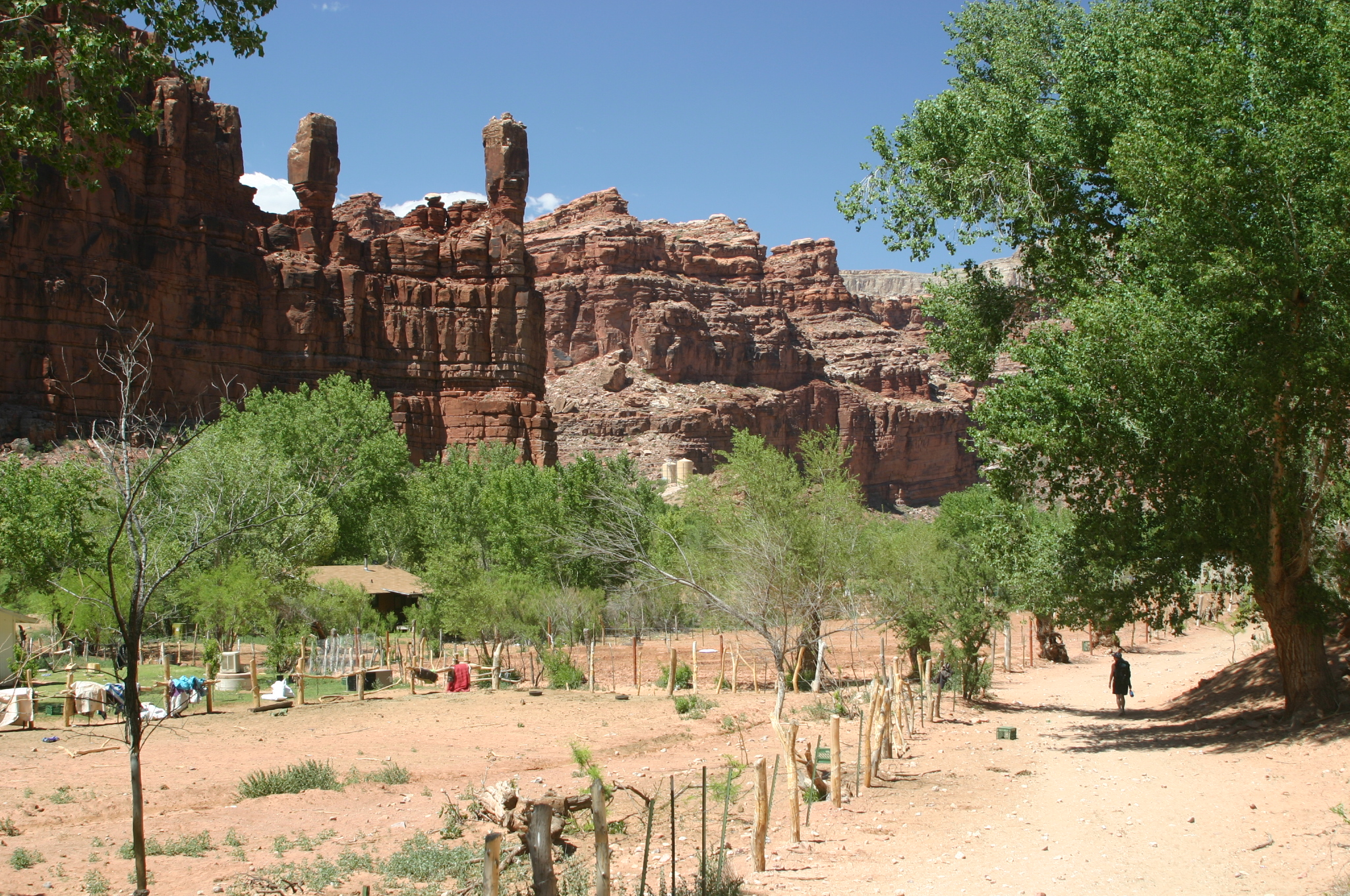
Скелі Вігліва над Супай

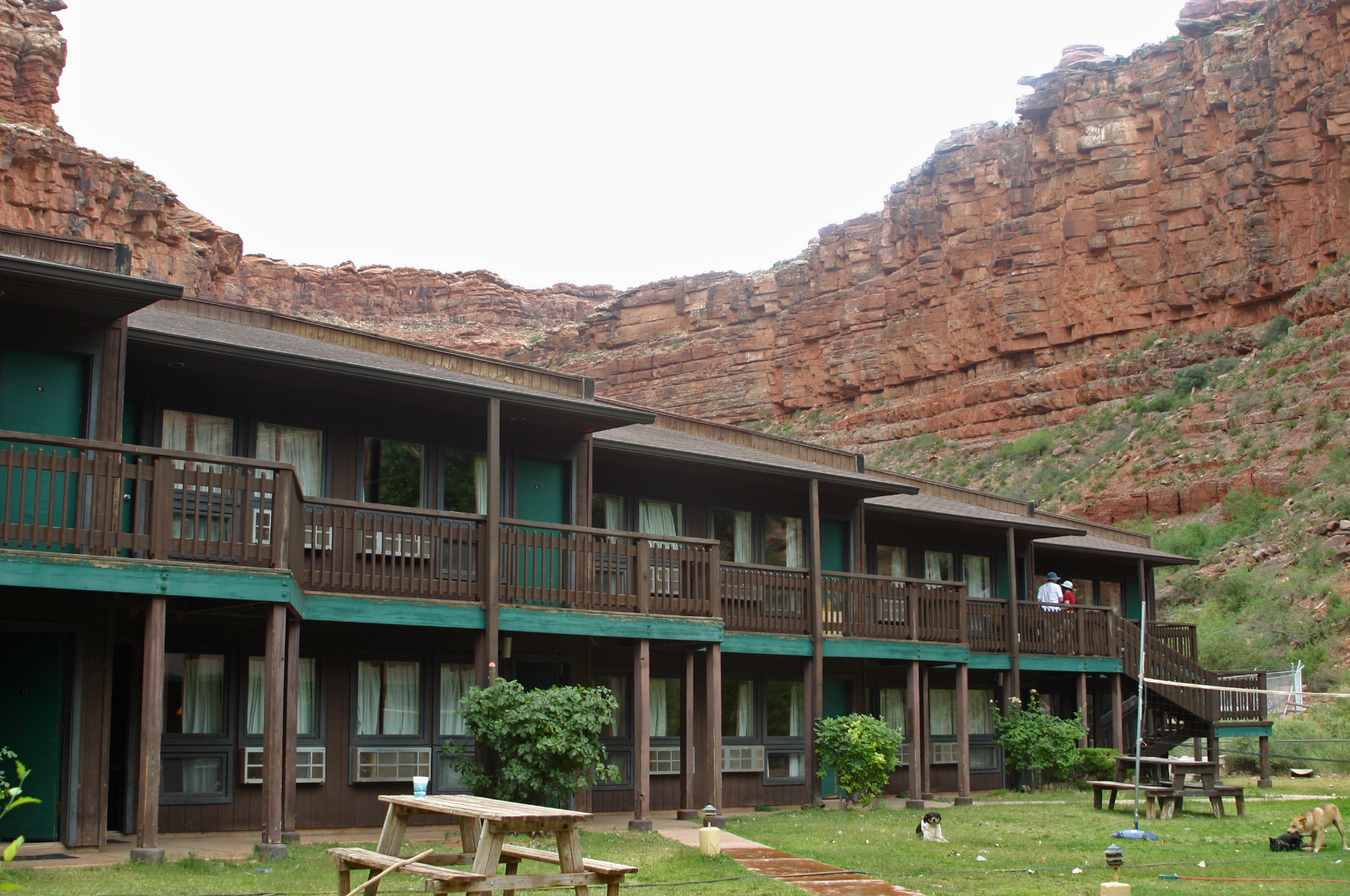
Готель в Супай

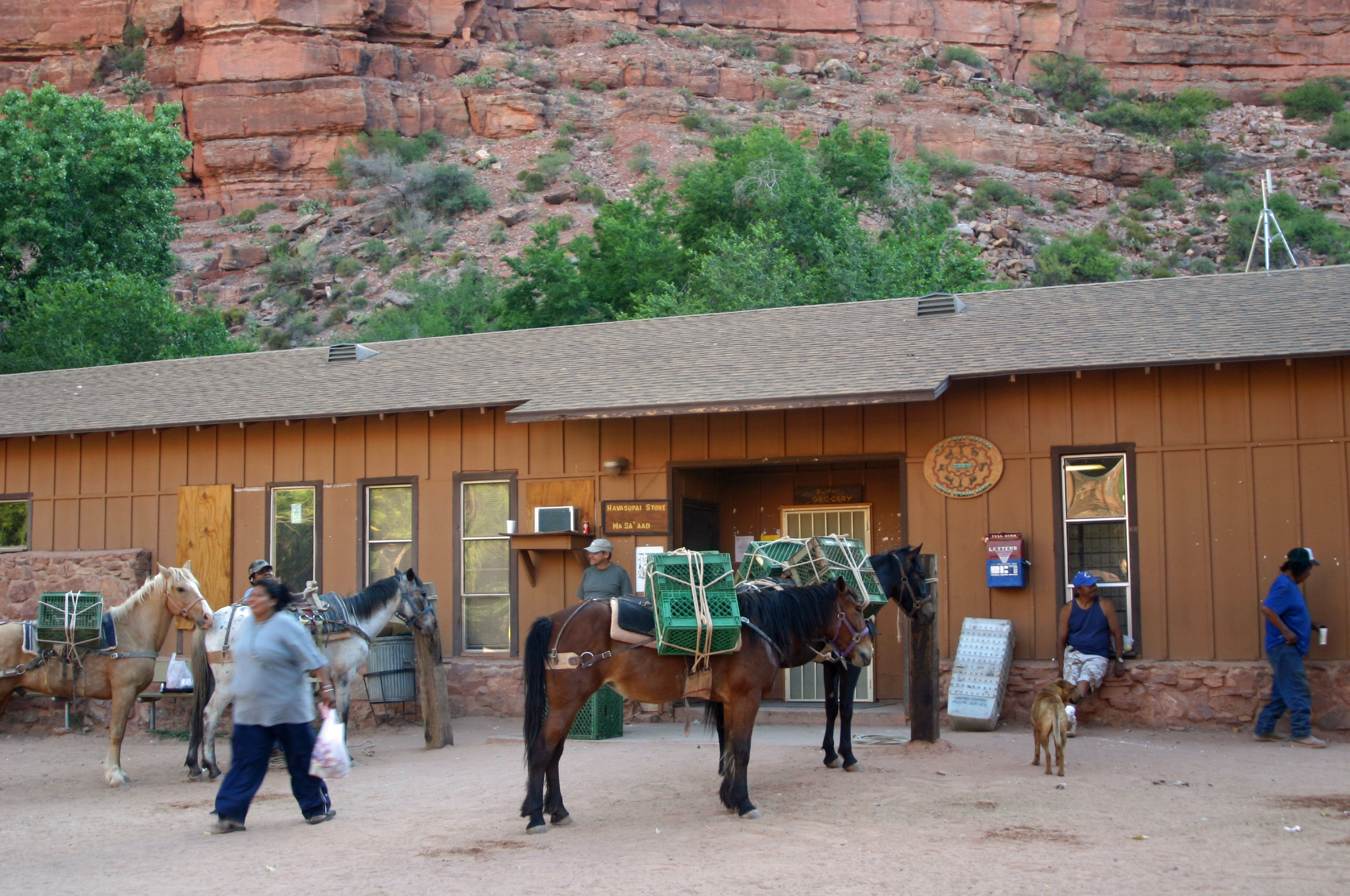
Супермаркет в Супай

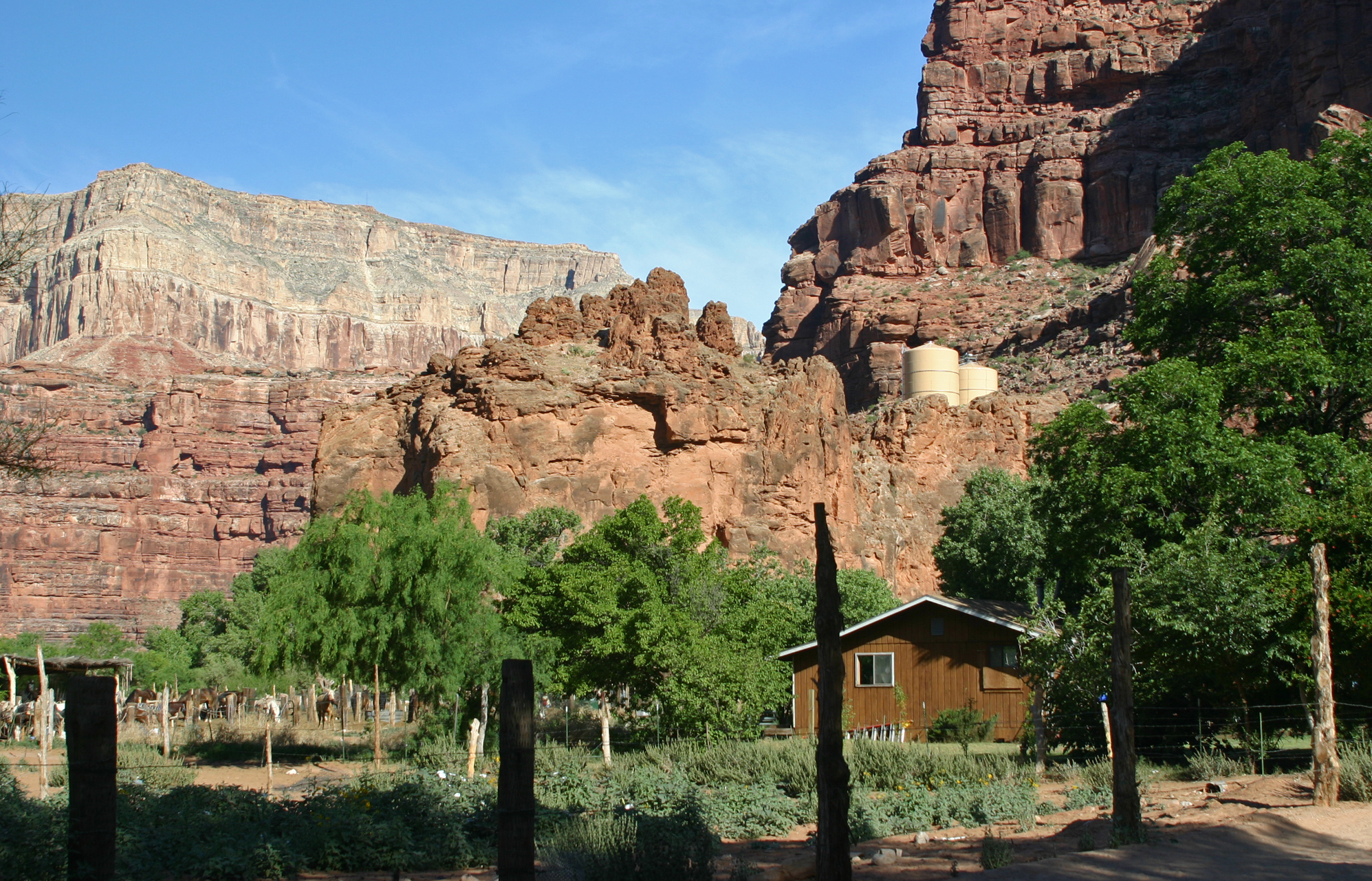
Ємність для води над селом, що забезпечуює тиск води для водопроводу

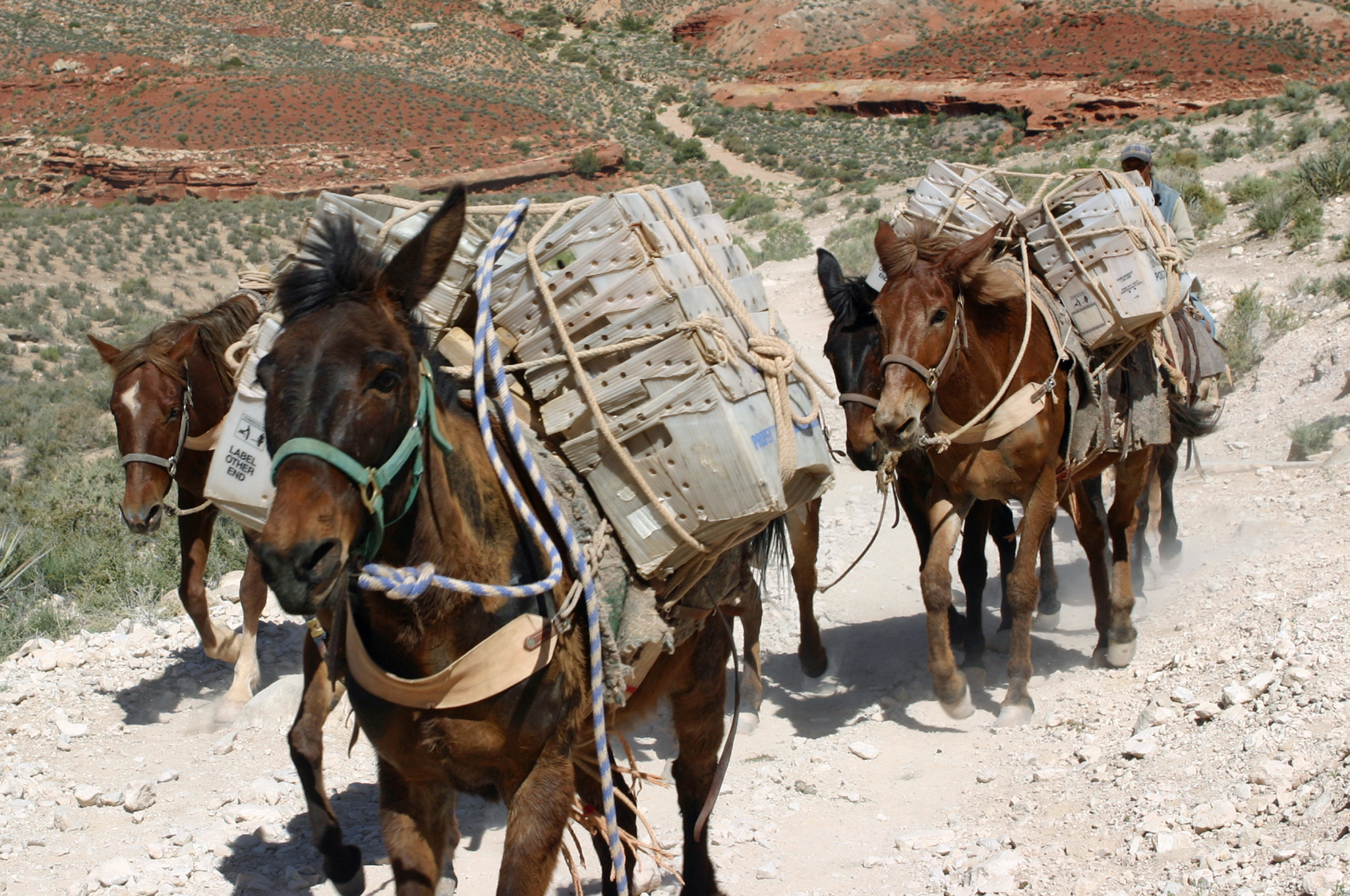
Доставка пошти на мулах в Супай